# Çilesiz

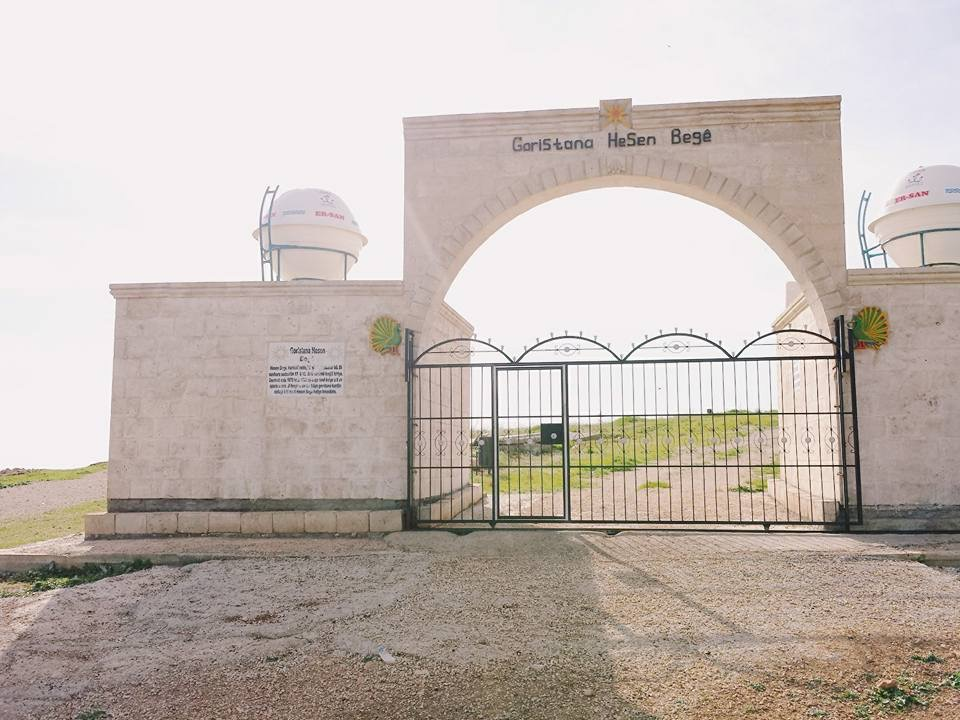
Der Eingang zum jesidischen Friedhof Goristana Hesen Begê in der Nähe des Dorfes (ca. 1,5 km nördlich)

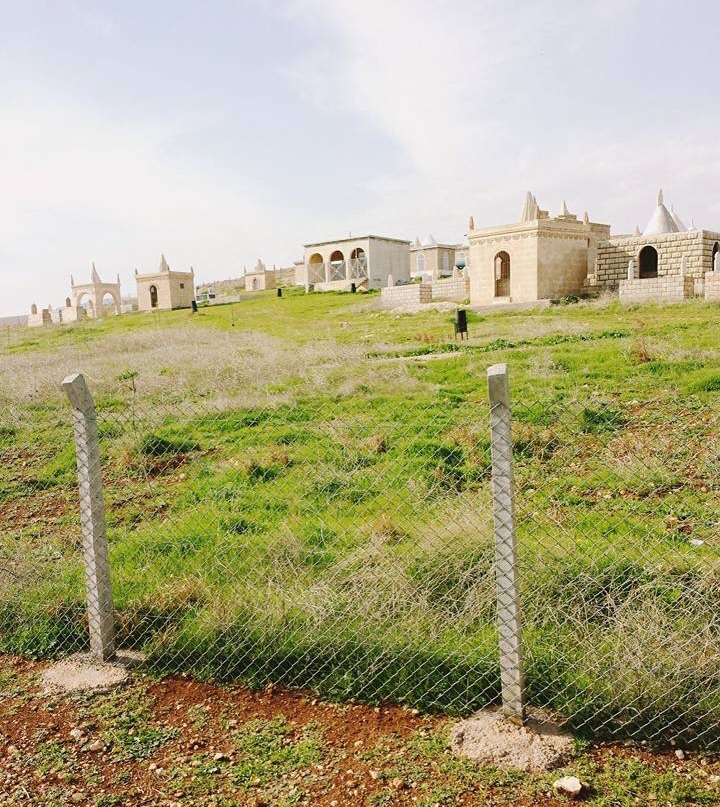
Jesidische Gräber auf dem Friedhof Goristana Hesen Begê in der Nähe des Dorfes

Çilesiz (kurmandschi: Mezrê) ist ein jesidisches Dorf im Südosten der Türkei. Das Dorf liegt ca. 30 km nordöstlich von Nusaybin im gleichnamigen Landkreis Nusaybin in der Provinz Mardin. Der Ort befindet sich am Fuße des Gebirgszuges Tur Abdin in Südostanatolien.

## Lage
Çilesiz (Mezrê) liegt ca. 4 km südöstlich von Güneli (Geliyê Sora) und ca. 2 km südwestlich von Mağaracık (Xanik). Der jesidische Friedhof Goristana Hesen Begê liegt nördlich vom Ort in ca. 1,5 km Entfernung.

## Geschichte und Bevölkerung
Der ursprüngliche Name des Dorfes lautet Mezremhoki oder Mezramihokê („Der Weiler von Miho“, kurz: Mezrê). Durch die Türkisierung geographischer Namen in der Türkei wurden die Dörfer umbenannt. Das Dorf hatte ausschließlich jesidische Bevölkerung. 1955 lebten dort 240 Menschen. Im Jahr 2017 betrug die Bevölkerungszahl 43 Personen.